# Кокколіти

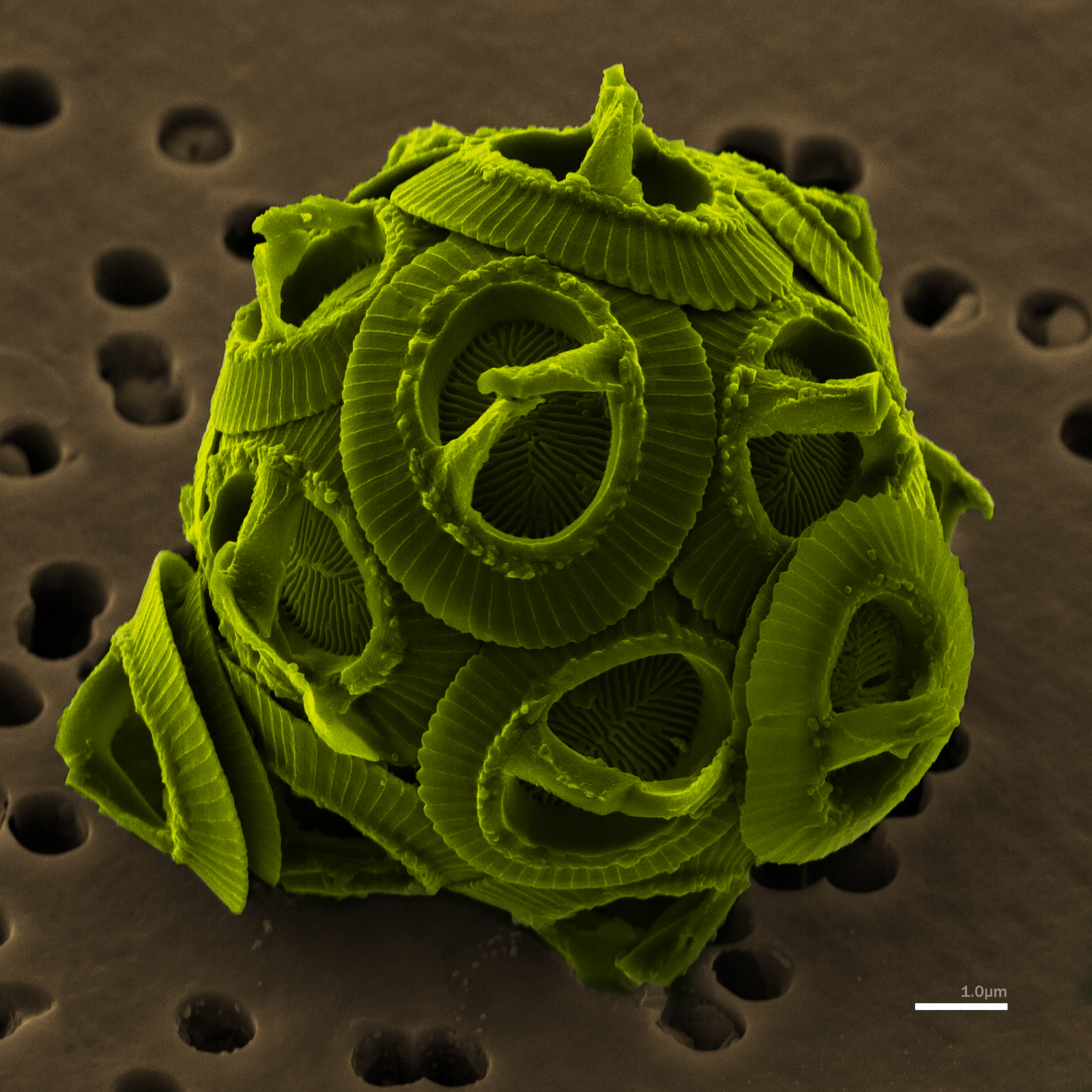
кокколіти

Кокколіти - це окремі пластини карбонату кальцію, утворені групами кокколітофор (одноклітинні водорості, такі як Emiliania huxleyi) - кокколітофоридами, які розташовані навколо них у коккосфері.

## Походження і склад
Коколіти утворюються всередині везикули клітини, що походять від  апарату гольджі. Коли кокколіт закінчений, ці везикули зливаються з клітинною стінкою, а кокколіт -  екзоцитується і включається в коккосферу. Кокколіти розсіваються після смерті та розпаду коккосфери, або постійно проливають деякі види. Вони проникають через водяний стовп, утворюючи важливу частину глибоководних відкладень (в залежності від глибини води). Томас Хакслі був першою людиною, яка спостерігала ці форми в сучасних морських відкладеннях, і в доповіді, опублікованій у 1858 році, він дав їм назву "кокколіти".
Кокколіти складаються з карбонату кальцію як мінералу кальцит і є основною складовою крейдових відкладень, таких як білі скелі Дувру (депоновані в крейдовий період), в яких вони вперше описані Генрі Кліфтон Сорбі у 1861 році.

## Типи
Є два основних типи кокколітів, 'гетерококколіти'  і  'голококколіти'. Гетерококколіти утворюються з радіального масиву крихітних вузлів, що складаються у формі. Голококколіти утворюються з  ромбоедрів кальциту (близько 0,1 мкм), розташованих в безперервних масивах. Спочатку вважалося, що обидва типи кокколітів створюються різними сім'ями кокколітофор. Однак, за допомогою поєднання спостережень на польових зразках і лабораторних культурах стало відомо, що обидва типи кокколітів створюються одним і тим же видом, але з різними фазами життєвого циклу. Гетерококколіти створюються в диплоїдній фазі життєвого циклу, а голококколіти - в гаплоїдній.